# Билюкин, Александр Дмитриевич
Александр Дмитриевич Билюкин (1920—1966) — полковник Советской Армии, участник Великой Отечественной войны, Герой Советского Союза (1944).

## Биография
Александр Билюкин родился 11 сентября 1920 года в деревне Жуково (ныне — Сафоновский район Смоленской области) в крестьянской семье. Окончил семилетнюю школу в посёлке Жаворонки Одинцовского района Московской области, куда переехал вместе с семьёй. В 1936 году Билюкин поступил в школу фабрично-заводского ученичества при заводе «Авиахим», получил специальность медника, после чего работал на заводе, одновременно учась в аэроклубе. В 1939 году был призван на службу в Рабоче-крестьянскую Красную Армию и направлен в Борисоглебскую военную авиационную школу, получил звание младшего лейтенанта, служил в 196-м истребительном авиаполку Ленинградского военного округа.
С первых же дней Великой Отечественной войны на фронте. Первую победу в воздушном бою одержал в июле 1941 года. Во время одного из боёв самолёт Билюкина был подбит, и ему пришлось выпрыгнуть с парашютом. При этом получил ожоги лица и рук и полтора месяца провёл в госпитале. Выписавшись и отказавшись от отпуска, вернулся в полк. Сопровождал транспортные самолёты в Ленинград, защищал «дорогу жизни», перехватывал вражеские бомбардировщики, прикрывал наземные войска в районе Синявино. Так, например, в бою у Синявинских высот только за 1 августа 1943 года Билюкин сбил 4 вражеских истребителя. После прорыва блокады Ленинграда полк Билюкина был переброшен на Карельский фронт. Участвовал в боях в Заполярье, сбил 2 немецких истребителя.
К ноябрю 1944 года капитан Александр Билюкин командовал эскадрильей 196-го истребительного авиаполка 324-й истребительной авиадивизии 7-й воздушной армии Карельского фронта. К тому времени он совершил 418 боевых вылетов, принял участие в 35 успешных воздушных боях, в ходе которых сбил 22 самолёта лично и 1 в группе.
Указом Президиума Верховного Совета СССР от 2 ноября 1944 года за «отличное выполнение боевых заданий командования, смелость и решительность, проявленные в боях с немецко-фашистскими захватчиками» гвардии капитан Александр Билюкин был удостоен высокого звания Героя Советского Союза с вручением ордена Ленина и медали «Золотая Звезда» за номером 3781.
Войну окончил в Норвегии. Всего за годы войны совершил 430 боевых вылетов, сбив 23 лично и 1 самолёт в группе.
После окончания войны Билюкин продолжил службу в Советской Армии. В 1948 году окончил курсы усовершенствования офицерского состава, в 1957 году — Военно-воздушную академию в Монино. В 1966 году в звании полковника был уволен в запас. Проживал в Москве, умер 24 октября 1966 года, похоронен на Троекуровском кладбище.
Был также награждён орденами Красного Знамени, Александра Невского, Отечественной войны 1-й степени, тремя орденами Красной Звезды, а также рядом медалей.